# 전하초등학교
전하초등학교는 대한민국 울산광역시 동구에 있는 초등학교다.

## 학교 연혁
- 1969. 10. 09 남목초등학교 전하분교장 설립인가
- 1972. 04. 06 전하초등학교 개교
- 1978 ~ 2008 연구학교 발표(우수, 시범 10회)
- 1988. 05. 12 제17회 전국소년체전 축구부 우승
- 1988. 12. 26 체육활동 전국 최우수 학교 선정
- 2005. 11. 10 광역수준 학교종합평가 최우수
- 2005 ~ 현재 강북교육청 동구지역공동영재학급 운영
- 2007. 03. 16 병원학교 학급 개설(1학급)
- 2012. 03. 01 ~ 2013. 02. 28 영재교육 정책 연구학교 운영
- 2013. 11. 04 제8회 울산광역시장기 육상경기대회 종합우승
- 2014. 02. 20 제42회 졸업(졸업생 175명, 누계 14,538명)
- 2014. 03. 01 43학급 편성(도움반 2학급, 병원학교 1학급 포함)